# Toga

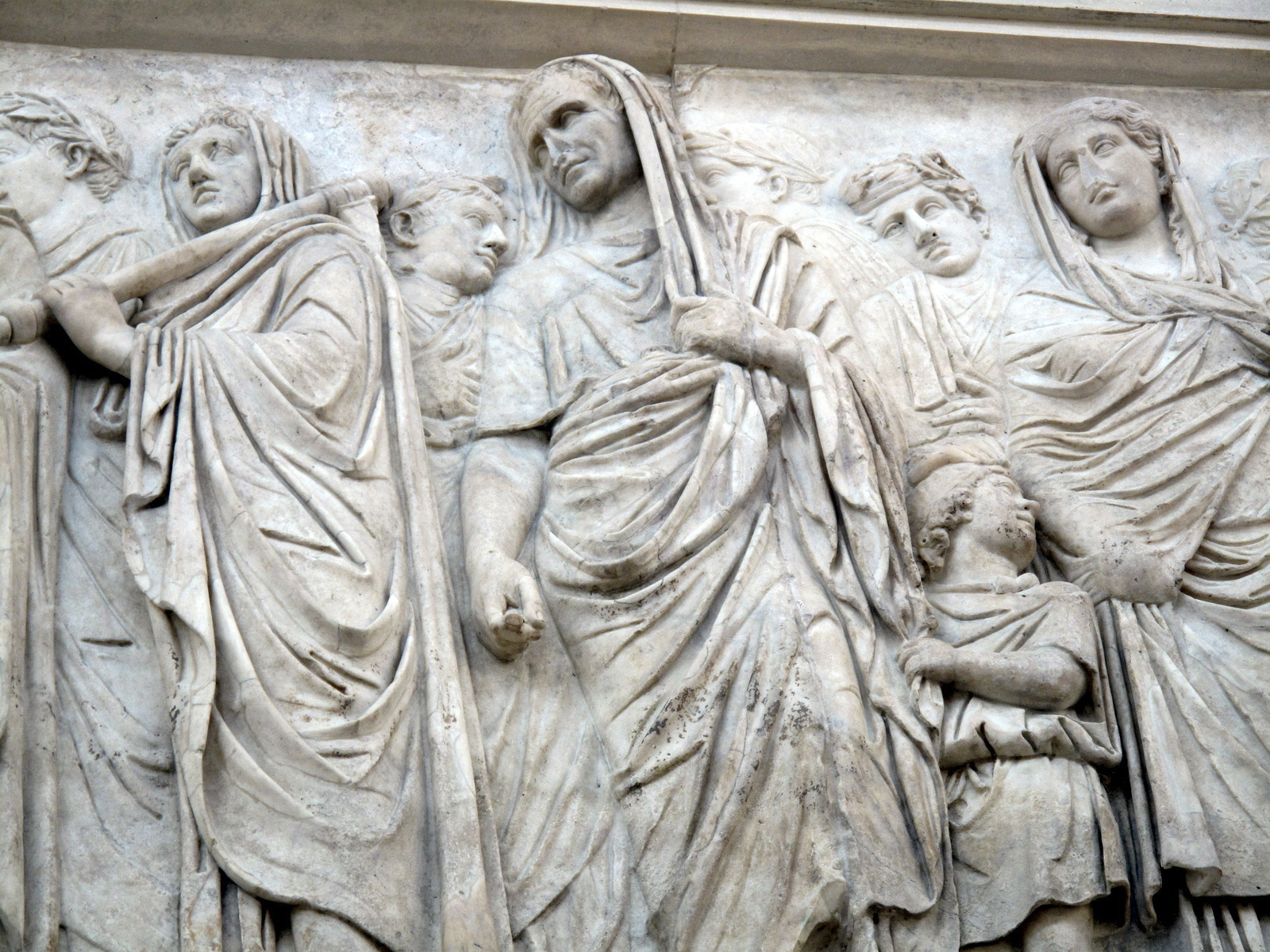
Agrippa mit über den Kopf gezogener Toga beim Opfer (Fries des Ara Pacis in Rom)

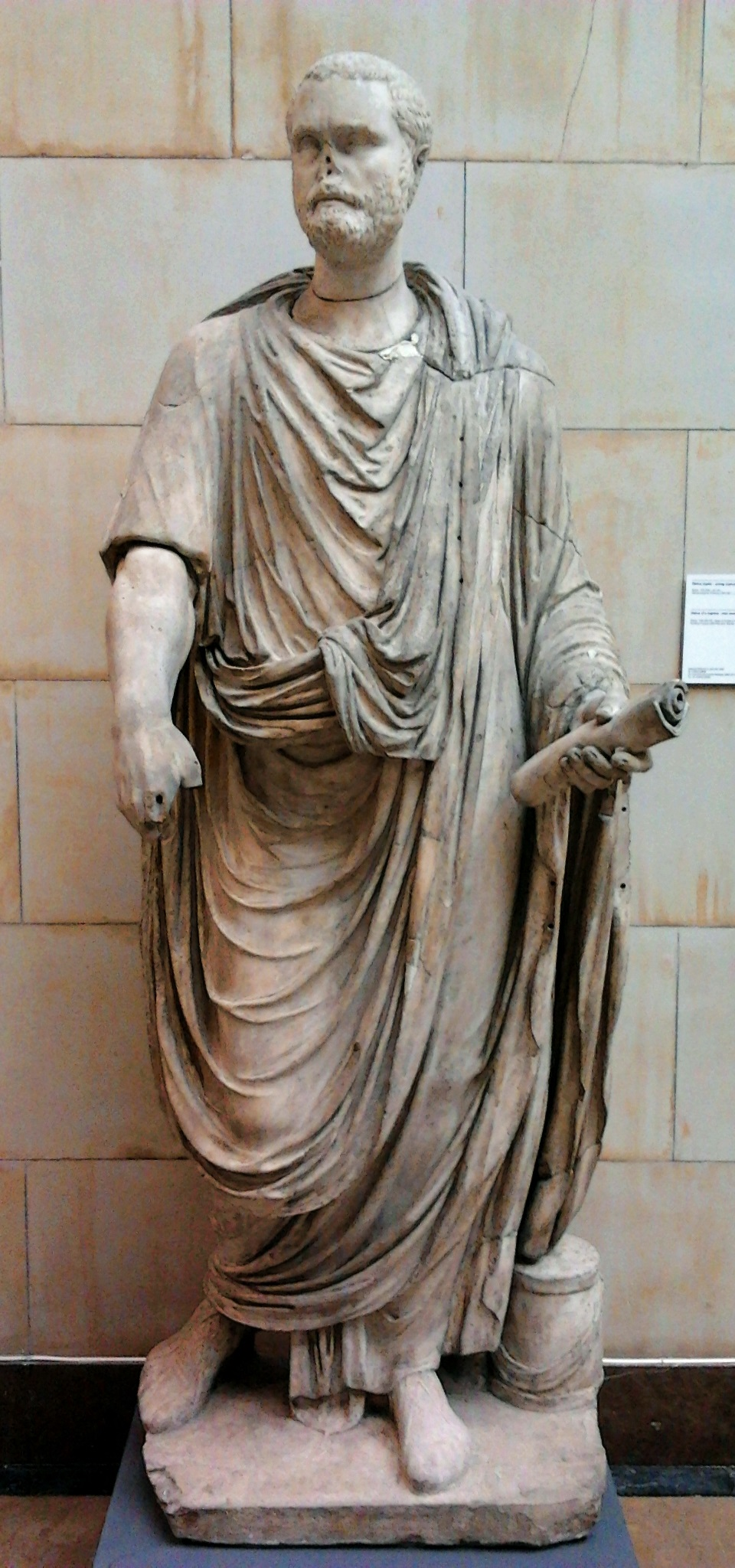
Römischer Bürger der Kaiserzeit (mit dem später hinzugefügten Kopf von Marcus Aurelius Probus (276–282))

Die Toga war ein Gewand des freien Römischen Bürgers.

## Aussehen
Die Toga bestand aus einem einzigen, zur Kaiserzeit etwa 6 Meter langen und 2½ Meter breiten halbkreisförmigen Stück Stoff, das ohne Knoten, Bänder, Fibeln oder sonstige Befestigungen um den Körper drapiert wurde. Das Tragen einer Toga erlaubte nur gemessene Bewegungen, damit der Stoff nicht verrutschte. Um wenigstens eine gewisse Sicherheit gegen das Verrutschen zu erreichen, wurden manchmal Bleikugeln in den Saum eingenäht.
Die Toga war aus naturfarbener weißer Wolle (toga alba), bei gewöhnlichen Leuten und bei der Trauer dunkel (pulla). Die höheren Magistrate (kurulische Ädile, Prätoren, Konsuln, Zensoren) sowie die Mitglieder der vier großen Priesterkollegien (Pontifices, Auguren, Epulonen und Quindecimviri) in ihrer amtlichen Funktion trugen eine mit einem etwa 75 Millimeter breiten Purpurstreifen eingefasste Toga (toga praetexta), ebenso die Knaben bis zur Volljährigkeit. Dann legten die jungen Männer in einer Zeremonie (tirocinium fori) die toga praetexta ab und trugen fortan als erwachsene Bürger die einfache, unverbrämte Toga, die toga virilis oder toga pura. Besondere Staatskleider waren die toga picta, eine purpurne Toga, mit goldenen Sternen verziert, die der Triumphator anlegte, sowie die mit eingestickten Palmzweigen geschmückte toga palmata (trabea). Angeklagte trugen eine schmutzige Toga (toga squalida). Im Sommer trug man die toga rasa, eine abgeschorene Toga aus dünnem Stoff, im Winter eine wollene (toga pinguis). Die gekalkte, rein weiße toga candida – daher der Begriff „Kandidat“ – wurde von den Bewerbern um öffentliche Ämter getragen.

## Geschichte
Die Toga galt als Kennzeichen des römischen Bürgers. Vergil bezeichnete die Römer als gens togata, also als Toga tragendes Volk. Sklaven und Nichtrömern war es nicht erlaubt, Toga zu tragen. Zur Toga trug man meist Calcei, hohe Stiefel, die ebenfalls den Bürgern vorbehalten waren. In der Frühzeit trugen auch Frauen eine Toga, die später für Matronae, also verheiratete Frauen, von der Stola abgelöst wurde. Toga trugen nurmehr vor allem Mädchen vor der Pubertät. Weil die Stola ehrbaren Frauen vorbehalten war,  galt spätestens zur Zeit von Augustus die von einer erwachsenen Frau getragene Toga als Zeichen für eine Prostituierte.
Der Begriff toga ist abgeleitet von tegere (bedecken, kleiden) und bedeutet wörtlich Bedeckung, Kleidung. Die Herkunft der Toga ist unbekannt. Plinius der Ältere leitete sie von der etruskischen tebenna ab, einem der griechischen chlamys ähnlichen Umhang, der aber anders als diese ohne Gürtel und Spangen getragen wurde. Die tebenna war deutlich kürzer als die spätere Toga und reichte nur bis zu den Knien. Sie wurde meist als einziges Kleidungsstück getragen, unter dem der Träger nackt war. Andere antike Historiker vermuteten die Herkunft der Toga von der griechischen chlaina.
Die Toga wurde nicht immer in der gleichen Weise getragen: Bei den zahlreichen römischen Statuen, bei denen die Köpfe nicht mehr erhalten sind – oder durch neue Köpfe ersetzt wurden –, kann die Datierung nicht mittels Haar- und Barttracht vorgenommen werden, sondern die Drapierung der Toga dient als wichtiges Hilfsmittel für eine ungefähre Datierung. Daneben gab es individuelle Unterschiede, beispielsweise ob der rechte Arm freiblieb oder in einer Art Schlinge eng an den Körper gebunden wurde. Wurde die Toga zum Reiten getragen, wickelte man die Zipfel eng um den Körper und verknotete sie. Bei Opferhandlungen zog man sich einen Teil des Stoffs vom Rücken wie eine Kapuze über den Kopf (capite velato).

### Die Toga während der römischen Republik
Die republikanische Toga (toga exigua) unterschied sich von der kaiserzeitlichen. In der Republikzeit bestand die Toga aus einem Halbkreis mit einem Durchmesser von etwas unter 4 Meter. Sie wurde wie ein modernes Umschlagetuch in weiten Falten um den Leib geschlungen und vom linken Arm aufgenommen. Ein Zipfel hing hinter dem linken Arm herab. Sie reichte meist nicht ganz bis zum Knöchel. Ursprünglich trug man unter der Toga nur einen Schurz (subligaculum), ab dem 2. Jahrhundert v. Chr. eine Tunika.

### Die Toga während des Prinzipats
Die während der Kaiserzeit seit Augustus getragene Toga war deutlich voluminöser und länger. Bei ihr wurde ein ovales bis annähernd kreisförmiges Stoffstück mit einer Längsachse von bis zu 7 Metern an der Längsseite gefaltet, bevor es um den Körper gewickelt wurde. Der Stoff lag somit doppelt. Die Toga wurde so getragen, dass man den einen Zipfel über die linke Schulter nach vorn warf, den oberen Rand über den Rücken zog, den anderen Zipfel aber unter dem rechten Arm durchzog, sodass dieser frei blieb, und dann über die linke Schulter warf. Unter dem rechten Arm bis zur linken Schulter entstand dabei ein u-förmiger Bausch, den man als Tasche (sinus) gebrauchte. Vor dem Bauch bauschte sich der festgesteckte Stoff, der sogenannte umbo. Für diese komplizierte Drapierung benötigte man mindestens eine Hilfskraft. Durch die mehr als verdoppelte Stoffmasse wurde die Toga für jegliche Form körperlicher Betätigung unbrauchbar. Schon seit der Zeit von Augustus wurde es daher langsam unüblich, die Toga im Alltag zu tragen. Nur auf ihren Grabsteinen ließen sich die römischen Bürger noch in Toga darstellen, wie Juvenal spottete. Augustus, um die Wiederherstellung der alten Sitten bemüht, erließ deshalb ein Gesetz, das zum Tragen der Toga auf dem Forum, vor Gericht und bei den Spielen zwang.

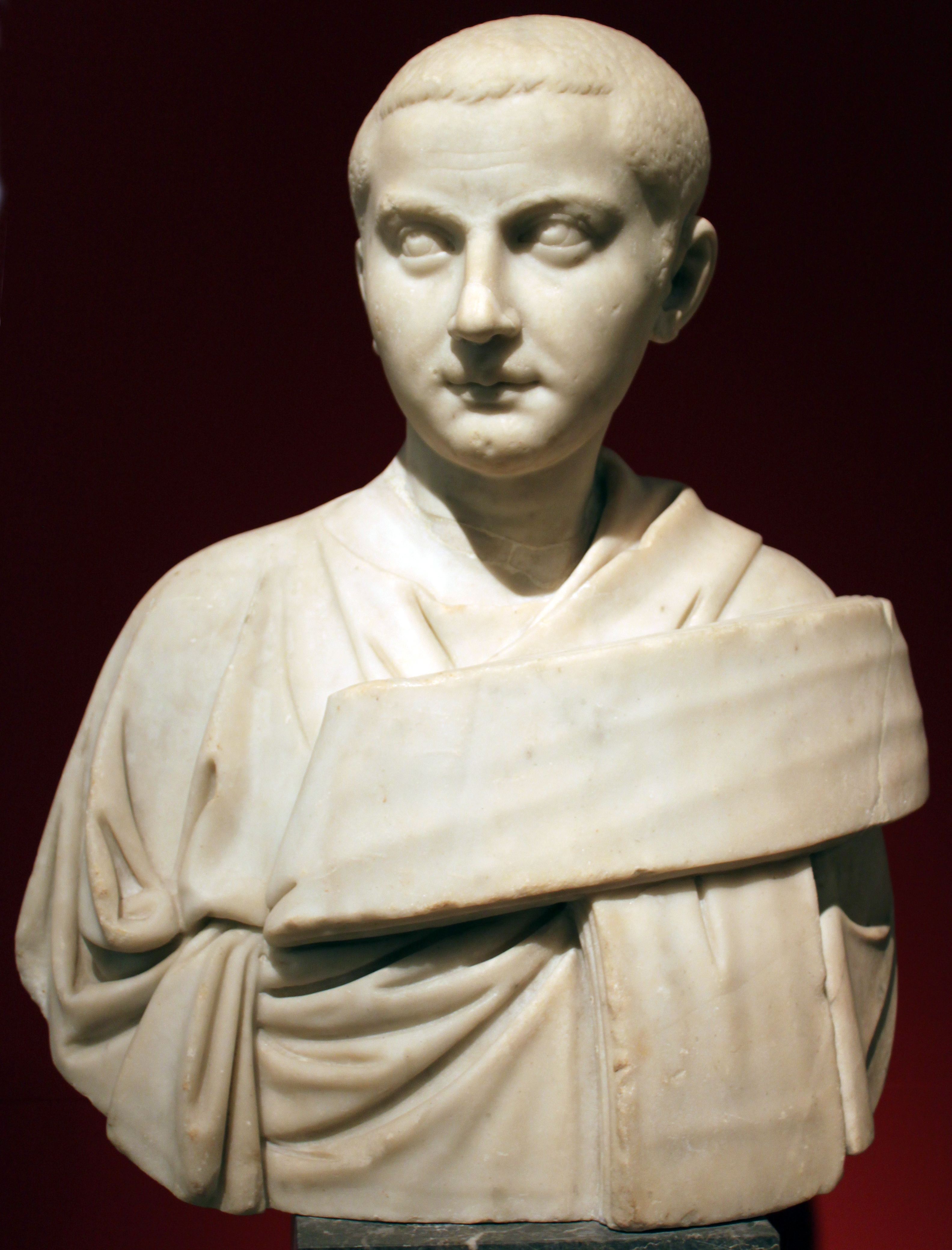
Gordian III. in toga contabulata

In der nachaugusteischen Zeit kamen weitere Tragformen dazu. Besonders auffällig ist die repräsentative toga contabulata (wörtlich "die Toga mit Tafel"), bei der der umbo wie ein steifes Brett vor der Brust lag. Diese Form war noch komplizierter zu drapieren, da der Stoff vor dem Anlegen mit Hilfe von Brettchen und Klammern steif gefaltet wurde. Zum Anlegen benötigte man vier Hilfskräfte. Der brettartige umbo wurde dabei direkt unter der rechten Achsel durchgezogen und die ganze Toga sehr eng um den Körper gewickelt. Anschließend wurden Brettchen und Klammern entfernt. Das außenliegende Stoffstück wurde in der späteren Kaiserzeit häufig bestickt.
212 erhielten alle freien Reichsbewohner durch die Constitutio Antoniniana das römische Bürgerrecht. Damit verlor die Toga an Bedeutung, da ihre Hauptfunktion, römische Bürger zu kennzeichnen, nun weitgehend bedeutungslos wurde. Hinzu kam, dass ab Diokletian grundsätzlich jeder, der im Dienst des Kaisers stand, als Soldat (miles) galt; auch die Tätigkeit im zivilen Bereich war nun eine militia, weshalb die Amtsträger meist Militärumhang (chlamys) und Soldatengürtel (cingulum) trugen, statt in der Toga aufzutreten.

### Die Toga in der Spätantike
In der Spätantike wurde die Toga daher immer weniger üblich; Senatoren trugen sie aber bis zuletzt während der Senatssitzungen und vor Gericht, da dies gesetzlich festgelegt war. Und auch die Stadtpräfekten von Rom und Konstantinopel trugen noch im 6. Jahrhundert n. Chr. bei öffentlichen Auftritten grundsätzlich die Toga. Die Konsuln trugen in dieser Zeit eine individuell gestaltete toga picta (oder die kürzere Form der Toga, die Trabea), die bunt und reich verziert war und vom Kaiser verliehen wurde.

## Gabinus cinctus
Der gabinus cinctus (von lat.: cingere, gürten) ist eine nach der östlich von Rom gelegenen Stadt Gabii benannte Art, die Toga mit ihrem über die linke Schulter geschlagenen Zipfel zu schürzen. Die ursprüngliche Kriegstracht wurde später bei bestimmten feierlichen Handlungen und Opfern getragen, wie dem testamentum in procinctu. Das war eine letztwillige mündliche Erklärung, die der Bürger im Felde in der Gabinischen Gürtung vor drei oder vier Zeugen vortrug.